# Stonington (Illinois)
Stonington é uma vila localizada no estado americano de Illinois, no Condado de Christian.

## Demografia
Segundo o censo americano de 2000, a sua população era de 960 habitantes.
Em 2006, foi estimada uma população de 917, um decréscimo de 43 (-4.5%).

## Geografia
De acordo com o United States Census Bureau tem uma área de
1,2 km², dos quais 1,2 km² cobertos por terra e 0,0 km² cobertos por água. Stonington localiza-se a aproximadamente 190 m acima do nível do mar.

## Localidades na vizinhança
O diagrama seguinte representa as localidades num raio de 20 km ao redor de Stonington.